# Theonella swinhoei
Theonella swinhoei är en svampdjursart som beskrevs av Gray 1868. Theonella swinhoei ingår i släktet Theonella och familjen Theonellidae. Utöver nominatformen finns också underarten T. s. verrucosa.